# 白俄羅斯—歐盟關係
白俄罗斯－欧盟关系是指白俄罗斯与欧洲联盟之间的关系。欧洲经济共同体于1991年承认白俄罗斯独立后雙方開始建立關係。 白俄罗斯与三个欧盟成员国接壤：波兰、立陶宛和拉脱维亚。
1994年亚历山大·格里戈里耶维奇·卢卡申科成为白俄罗斯總統后，白俄羅斯与欧盟的关系開始恶化，雙方關係有些冷淡和疏远，欧盟多次谴责白俄罗斯政府独裁和反民主，甚至多次对该国实施制裁。在2008年关系略有改善之后， 2010年白俄羅斯總統選舉（官方认为卢卡申科以近80%的得票率压倒性获胜）导致明斯克发生大规模示威和逮捕事件。欧盟認為白俄當局监禁反对派人士和抗议者违反了人权法，并对白俄罗斯主要官员和商人实施制裁。     白俄罗斯正在参与欧盟的东部伙伴关系。2015年10月，欧盟宣布将暂停对白俄罗斯的大部分制裁。
由於2020年白俄羅斯總統選舉以及之後发生的一系列大规模抗议活动，讓欧盟再次對部分白俄罗斯官员实施制裁 。2021年，瑞安航空4978號班機事件發生後 ，欧盟決定禁止白俄罗斯客机飞越欧盟领空，并禁止該國使用欧盟27个成员国的任意一個机场。 2021年6月28日，白俄罗斯外交部宣佈白俄羅斯暂停参加欧盟东部伙伴关系计划。2021年底，大量难民來到白俄罗斯和波兰边境。同年11月10日，欧盟27国的大使在布鲁塞尔举行会议上認定白俄罗斯和波兰边境難民危機是白俄罗斯故意為之，白俄羅斯有意鼓動難民進入波蘭，這是一種對歐盟的 "混合攻击"行為，歐盟可以對白俄羅斯實施進一步制裁。
2021年12月2日，歐盟對白俄羅斯施加第五輪制裁。